# Derek Hodgkinson
Sir William Derek Hodgkinson KCB CBE DFC AFC (* 27. Dezember 1917 in Prestbury, Cheshire; † 29. Januar 2010 in Hampshire) war ein britischer Luftwaffenoffizier der Royal Air Force, der zuletzt von 1973 bis 1976 im Range eines Generals (Air Chief Marshal) Luftwaffensekretär (Air Secretary) im Luftfahrtministerium war.

## Leben

### Pilotenausbildung und Zweiter Weltkrieg
Hodgkinson trat am 25. Januar 1937 als Zeitsoldat (Short Service Commission) in die RAF ein und begann anschließend am 6. Februar 1937 seine fliegerischer Ausbildung an der No. 11 Flying Training School RAF. Nach Beendigung der Ausbildung wurde er am 4. September 1937 Pilot bei der No. 220 Squadron RAF und wurde dort am 16. November 1937 zum Leutnant (Pilot Officer) befördert. Zwischenzeitlich war er als Flugausbilder für Bomber des Typen Lockheed Hudson eingesetzt und wurde am 16. Mai 1939 zum Oberleutnant (Flying Officer) befördert. Am 17. Januar 1941 wurde ihm das Distinguished Flying Cross (DFC) verliehen. 1941 wechselte er als Fluglehrer und Fliegerischer Kommandeur zu der zum Küstenluftkommando (RAF Coastal Command) gehörenden No. 1 (Coastal) Operational Training Unit RAF, die auf dem Militärflugplatz RAF Silloth stationiert war.
Am 26. Juni 1942 flog Hodgkinson mit einer Lockheed Hudson als eines aus 1000 Bombern bestehenden Kampfverband des Bomberkommandos (RAF Bomber Command) einen Luftangriff auf Bremen. Dabei wurde er von einem Nachtjäger abgeschossen und geriet  deutsche Kriegsgefangenschaft, die er überwiegend im Stalag Luft III bei Sagan verbrachte. Er wurde am 1. Januar 1943 in Abwesenheit mit dem Air Force Cross (AFC) ausgezeichnet. Gegen Ende des Zweiten Weltkriegs wurde er im Februar 1945 mit rund 2000 gefangenen Offizieren vom Stalag Luft III ins Stammlager VII A nach Moosburg an der Isar (Oberbayern) verlegt, um vor den heranrückenden Einheiten der Roten Armee zu entgehen. Für seine Verdienste wurde er am 28. Dezember 1945 im Kriegsbericht erwähnt (Mentioned in dispatches).

### Stabsoffizier in der Nachkriegszeit
Nach Kriegsende wurde Hodgkinson am 10. Februar 1946 als Berufssoldat (Permanent Commission) in die RAF übernommen und zugleich zum Hauptmann (Flight Lieutenant) befördert, wobei diese Beförderung auf den 1. Dezember 1942 zurückdatiert wurde. Nachdem er am 1. August 1947 zum Major (Squadron Leader) befördert worden war, übernahm er im Oktober 1947 seinen ersten Befehlsposten als Kommandeur (Commanding Officer) der No. 210 Squadron RAF. Anschließend wechselte er im April 1949 in den Führungsstab der Gemeinsamen U-Boot-Jagd-Schule in Australien (Australian Joint Anti-Submarine School) und erhielt am 1. Juli 1952 seine Beförderung zum Oberstleutnant (Wing Commander).
Nach dem Besuch des Joint Services Staff College  wurde Hodgkinson im August 1957 Kommandeur der No. 240 Squadron RAF, die für U-Jagd- und Seepatrouillen eingesetzt wurde. Nach seiner Beförderung zum Oberst (Group Captain) am 1. Juli 1958 wurde er Kommandeur des Luftwaffenstützpunktes RAF St Mawgan. Im Anschluss fungierte er zwischen dem 8. März 1960 und dem 23. Juli 1963 als Aide-de-camp von Königin Elisabeth II. Darüber hinaus wurde er am 1. Januar 1961 Commander des Order of the British Empire (CBE) und am 1. Juli 1963 zum Air Commodore befördert. Zugleich war er seit dem 20. Februar 1961 Persönlicher Stabsoffizier des Chefs des Verteidigungsstabes (Chief of the Defence Staff), Admiral of the Fleet Louis Mountbatten, 1. Earl Mountbatten of Burma.
Im Anschluss absolvierte Hodgkinson 1964 das Imperial Defence College in London und übernahm anschließend am 3. März 1965 von Air Commodore Charles Willis den Posten als Kommandant des RAF Staff College auf dem Stützpunkt RAF Andover und verblieb in dieser Verwendung, bis er am 7. März 1966 durch Group Captain Percy Oliver Valentine Green abgelöst wurde.

### Aufstieg zum Air Chief Marshal
Am 1. April 1966 wurde Hodgkinson Assistierender Chef des Luftwaffenstabes für operative Anforderungen (Assistant Chief of the Air Staff (Operational Requirements)) und erhielt in dieser Funktion drei Monate später am 1. Juli 1966 seine Beförderung zum Generalmajor (Air Vice Marshal). Während dieser Zeit leitete er 1968 einen Ausschuss, der die Offiziersstruktur der RAF überprüfte. Die Ergebnisse des Abschlussberichtes dieser Hodgkinson-Kommission führten letztlich zur Abschaffung der direkten Zulassung von Offiziersanwärtern (Flight Cadet) an der Offiziersschule der Luftwaffe (Royal Air Force College Cranwell). Stattdessen wurde eine Graduierteneingangsprüfung eingeführt. Darüber hinaus führte die Empfehlung der Kommission zur Abschaffung der Zusatzliste (Supplementary List). Er wurde am 1. Januar 1969 auch Companion des Order of the Bath. Nach mehr als dreijähriger Verwendung im Luftwaffenstab wurde er am 16. Juli 1969 Stabsabteilungsleiter SASO (Senior Air Staff Officer) im Luftwaffenausbildungskommando (RAF Training Command).
Hodgkinson wurde im Anschluss am 2. Juni 1970 als Nachfolger von Air Marshal Denis Smallwood neuer Befehlshaber der britischen Streitkräfte im Nahen Osten BFNE (Commander-in-Chief British Forces Near East) sowie Kommandierender General (Air Officer Commanding-in-Chief) der Luftstreitkräfte im Nahen Osten NEAF (RAF Near East Air Force). Gleichzeitig war er auch Administrator der Königlichen Luftbasen Akrotiri und Dekelia auf Zypern sowie Oberbefehlshaber der britischen Streitkräfte auf Zypern BFC (British Forces Cyprus). Einen Monat nach Antritt dieser Posten wurde er am 1. Juli 1970 zum Generalleutnant (Air Marshal) befördert. Am 1. Januar 1971 wurde er zum Knight Commander des Order of the Bath (KCB) geschlagen und führte seither den Namenszusatz „Sir“. Auf diesen Posten wurde er am 25. Juni 1973 durch Air Marshal John Aiken abgelöst.
Zuletzt wurde Hodgkinson am 15. Oktober 1973 Nachfolger von Air Chief Marshal John Barraclough als Luftfahrtsekretär (Air Secretary) und damit als Verantwortlicher für die Laufbahnplanung, Beförderungen und Ernennungen von Offizieren der RAF im Luftfahrtministerium (Air Ministry). Auf diesem Posten wurde er am 22. April 1974 zum General (Air Chief Marshal) befördert und verblieb in dieser Funktion bis zu seiner Ablösung durch Air Marshal Neville Stack am 28. Februar 1976. Am 8. Mai 1976 schied er schließlich aus dem aktiven militärischen Dienst aus.
Anschließend war er zwischen 1977 und 1980 zunächst Vizevorsitzender und danach von 1980 bis 1982 Vorsitzender der Vereinigung der Beschäftigten der Streitkräfte (Regular Forces Employment Association) und gehörte im Anschluss noch bis 1986 dem Vorstand dieser Vereinigung an.
Seine Tochter Elizabeth Heather Hodgkinson war mit Oberst John Richard Townsend verheiratet, der unter anderem im Worcestershire and Sherwood Foresters Regiment diente.